# Hrabstwo Preston
Hrabstwo Preston (ang. Preston County) – hrabstwo w stanie Wirginia Zachodnia w Stanach Zjednoczonych. Obszar całkowity hrabstwa obejmuje powierzchnię 651,39 mil² (1687,09 km²). Według szacunków United States Census Bureau w roku 2010 miało 33 520 mieszkańców.
Hrabstwo powstało w 1818 roku.

## Miasta
- Albright
- Brandonville
- Bruceton Mills
- Kingwood
- Masontown
- Newburg
- Reedsville
- Rowlesburg
- Terra Alta
- Tunnelton[4]

## CDP
- Aurora[4]

| Populacja hrabstwa w poprzednich latach | Populacja hrabstwa w poprzednich latach |
| Rok                                     | Liczba ludności                         |
| --------------------------------------- | --------------------------------------- |
| 1980                                    | 30 468                                  |
| 1990                                    | 29 037                                  |
| 2000                                    | 29 334                                  |
| 2010                                    | 33 520                                  |